# Debbie Burton
Debbie Burton (...) è una cantante statunitense.
È nota, soprattutto, per aver doppiato la voce canora di Baby Jane Hudson (interpretata dall’attrice-bambina Julie Allred) nel film Che fine ha fatto Baby Jane del 1962, cantando la canzone I've Written a Letter to Daddy. La Burton ha anche cantato in duetto con Bette Davis la canzone rock’n’roll What Ever Happened to Baby Jane, scritta da Frank De Vol e Lukas Heller. È stata pubblicata come singolo promozionale con, sul lato B, una versione di I've Written a Letter to Daddy interpretata dalla Burton.
Nel 1965, la Burton pubblicò un singolo intitolato Baby, It's Over con, sul retro, The Next Day. Entrambi i brani sono co-scritti da Harry Nilsson e Perry Botkin Jr. The Next Day è stata inclusa nella compilation Girls Go Zonk!! del 2004.

## Filmografia
- 1962 - Bette Davis (canto) in Che fine ha fatto Baby Jane?

## Discografia
- 1962 - What Ever Happened to Baby Jane?/I've Written a Letter to Daddy (lato A:  con Bette Davis)
- 1965 - Baby, It's Over/The Next Day